# Frosinone Calcio 2006-2007
Questa voce raccoglie le informazioni riguardanti il Frosinone Calcio nelle competizioni ufficiali della stagione 2006-2007.

## Stagione
Nella stagione 2006-2007 il Frosinone disputa la prima stagione di Serie B, con 50 punti ottiene il dodicesimo posto. Sempre allenato da Ivo Iaconi raccoglie 28 punti in un discreto girone di andata e 22 punti in un girone di ritorno con qualche sofferenza in più, senza risentire troppo del cambio di categoria, centrando il mantenimento della categoria, con due giornate di anticipo, vincendo (2-3) a Crotone nella terz'ultima di campionato. Miglior realizzatore stagionale il centrocampista napoletano Francesco Lodi arrivato dall'Empoli, autore di 11 reti in campionato, dei quali uno solo segnato su calcio di rigore. Nella Coppa Italia i ciociari subito fuori, sconfitti (3-1) dal Napoli nel primo turno.

## Divise e sponsor
Lo sponsor tecnico della stagione 2006-2007 è Legea, mentre lo sponsor ufficiale è Banca Popolare del Frusinate.

## Rosa
| N. |                      | Ruolo | Calciatore           |
| -- | -------------------- | ----- | -------------------- |
| 1  | Italia (bandiera)    | P     | Pierluigi Frattali   |
| 2  | Italia (bandiera)    | D     | Juriy Cannarsa       |
| 3  | Italia (bandiera)    | D     | Vito Di Bari         |
| 4  | Italia (bandiera)    | D     | Stefano Argilli      |
| 5  | Italia (bandiera)    | C     | David D'Antoni       |
| 6  | Italia (bandiera)    | D     | Paolo Antonioli      |
| 7  | Italia (bandiera)    | C     | Jimmy Fialdini       |
| 8  | Italia (bandiera)    | C     | Massimo Perra        |
| 9  | Italia (bandiera)    | A     | Ciro Ginestra        |
| 9  | Italia (bandiera)    | C     | Guido Di Deo         |
| 10 | Italia (bandiera)    | A     | Antonio Di Nardo     |
| 11 | Italia (bandiera)    | C     | Massimiliano Carlini |
| 11 | Argentina (bandiera) | C     | Lucas Rimoldi        |
| 14 | Slovenia (bandiera)  | A     | Zlatko Dedič         |
| 15 | Italia (bandiera)    | C     | Bruno Maggi          |
| 18 | Italia (bandiera)    | P     | Mauro Chiodini       |
| 19 | Italia (bandiera)    | D     | Salvatore Bocchetti  |
| 20 | Italia (bandiera)    | D     | Michele Ischia       |
| 21 | Italia (bandiera)    | C     | Francesco Lodi       |

| N. |                      | Ruolo | Calciatore             |
| -- | -------------------- | ----- | ---------------------- |
| 22 | Italia (bandiera)    | P     | Marco Ogliari          |
| 23 | Italia (bandiera)    | C     | Mauro Zaccagnini       |
| 24 | Italia (bandiera)    | D     | Francesco Carbone      |
| 25 | Argentina (bandiera) | A     | José Ignacio Castillo  |
| 28 | Italia (bandiera)    | C     | Vittorio Gargiulo      |
| 29 | Venezuela (bandiera) | A     | Massimo Margiotta      |
| 30 | Brasile (bandiera)   | P     | Massimo Zappino        |
| 31 | Italia (bandiera)    | D     | Andrea Mengoni         |
| 31 | Italia (bandiera)    | C     | Luigi Lucchese         |
| 32 | Italia (bandiera)    | C     | Fabio Di Venanzio      |
| 33 | Italia (bandiera)    | D     | Luca Lacrimini         |
| 46 | Italia (bandiera)    | D     | Nicola Pagani          |
| 74 | Italia (bandiera)    | C     | Gianluca Galasso       |
| 77 | Italia (bandiera)    | C     | Federico Ranieri       |
| 79 | Italia (bandiera)    | C     | Stefano Bellè          |
| 80 | Italia (bandiera)    | C     | Giuseppe Anaclerio     |
| 84 | Italia (bandiera)    | C     | Claudio Di Poggiovalle |
| 86 | Italia (bandiera)    | C     | Paolo Seppani          |
| 99 | Italia (bandiera)    | A     | Salvatore Mastronunzio |

## Risultati

### Serie B

#### Girone di andata
| Arbitro: | Iannone (Napoli) |

|              |           |  |
| Rossetti 50’ | Marcatori |  |

| Frosinone 16 settembre 2006, ore 16:00 2ª giornata | Frosinone      | 0 – 0 | Arezzo | Stadio Matusa (4.958 spett.)\| Arbitro: \| Orsato (Schio) \| |
| Arbitro:                                           | Orsato (Schio) |       |        |                                                              |

| Arbitro: | Herberg (Messina) |

|                          |           |              |
| Moscardelli 63’ Jeda 79’ | Marcatori | 52’ Di Nardo |

| Arbitro: | Zanzi (Lugo) |

|                     |           |                           |
| Lodi 53’ Ischia 60’ | Marcatori | 57’ Saverino 88’ Gorzegno |

| Arbitro: | Lops (Torino) |

|            |           |                            |
| Cavalli 5’ | Marcatori | 19’ Di Nardo 68’ Margiotta |

| Arbitro: | Marelli (Como) |

|                        |           |            |
| Lodi 46’ Margiotta 57’ | Marcatori | 19’ Valdes |

| Arbitro: | Damato (Barletta) |

|  |           |                      |
|  | Marcatori | 6’ Di Nardo 84’ Lodi |

| Arbitro: | Salati (Trento) |

|  |           |            |
|  | Marcatori | 42’ Degano |

| Arbitro: | Squillace (Catanzaro) |

|               |           |  |
| Del Piero 73’ | Marcatori |  |

| Arbitro: | Giannoccaro (Lecce) |

|                       |           |              |
| Di Nardo 45’ Lodi 75’ | Marcatori | 21’ Bellucci |

| Arbitro: | Gervasoni (Mantova) |

|                         |           |                 |
| Sabato 10’ Salvetti 37’ | Marcatori | 90+1’ Margiotta |

| Arbitro: | Pantana (Macerata) |

|                 |           |  |
| Di Venanzio 14’ | Marcatori |  |

| Arbitro: | Girardi (San Donà di Piave) |

|               |           |              |
| Margiotta 51’ | Marcatori | 71’ Altinier |

| Arbitro: | Orsato (Schio) |

|                |           |          |
| Bogliacino 87’ | Marcatori | 79’ Lodi |

| Arbitro: | Gava (Conegliano) |

|                       |           |            |
| Lodi 43’ Fialdini 85’ | Marcatori | 80’ Maccan |

| Arbitro: | Mazzoleni (Bergamo) |

|                                            |           |                        |
| Diogo Tavares 1’ Criscito 12’ G. Greco 34’ | Marcatori | 28’ Lodi 41’ Margiotta |

| Arbitro: | Lops (Torino) |

|                              |           |                   |
| Margiotta 40’ Fialdini 90+2’ | Marcatori | 59’ (aut.) Pagani |

| Arbitro: | Lena (Ciampino) |

|                                             |           |  |
| Fava Passaro 9’ Quadrini 38’ Bradaschia 66’ | Marcatori |  |

| Arbitro: | Damato (Barletta) |

|              |           |                |
| Margiotta 8’ | Marcatori | 45+1’ Cariello |

| Arbitro: | Zanzi (Lugo) |

|             |           |              |
| Cellini 35’ | Marcatori | 75’ Castillo |

| Frosinone 27 gennaio 2007, ore 16:00 21ª giornata | Frosinone       | 0 – 0 | Modena | Stadio Matusa (4.204 spett.)\| Arbitro: \| Salati (Trento) \| |
| Arbitro:                                          | Salati (Trento) |       |        |                                                               |

#### Girone di ritorno
| Arbitro: | Zanzi (Lugo) |

|                      |           |  |
| Di Nardo 1’ Lodi 51’ | Marcatori |  |

| Arezzo 10 febbraio 2007, ore 15:00 23ª giornata | Arezzo            | 0 – 0 | Frosinone | Stadio Città di Arezzo (2.872 spett.)\| Arbitro: \| Herberg (Messina) \| |
| Arbitro:                                        | Herberg (Messina) |       |           |                                                                          |

| Arbitro: | Pieri (Lucca) |

|                       |           |                 |
| D'Antoni 6’ Dedic 17’ | Marcatori | 82’ R. Vitiello |

| Arbitro: | Squillace (Catanzaro) |

|              |           |           |
| Guidetti 52’ | Marcatori | 3’ Di Deo |

| Arbitro: | Pierpaoli (Firenze) |

|  |           |               |
|  | Marcatori | 31’, 43’ Foti |

| Arbitro: | Gava (Conegliano) |

|                                                    |           |  |
| Polenghi 13’ Munari 15’, 38’ Valdés 42’ Vascak 65’ | Marcatori |  |

| Frosinone 13 marzo 2007, ore 15:00 28ª giornata | Frosinone        | 0 – 0 | Pescara | Stadio Matusa (2.878 spett.)\| Arbitro: \| Iannone (Napoli) \| |
| Arbitro:                                        | Iannone (Napoli) |       |         |                                                                |

| Arbitro: | Zanzi (Lugo) |

|                     |           |  |
| 16’, 34’, 69’ Cacia | Marcatori |  |

| Arbitro: | Saccani (Mantova) |

|  |           |                     |
|  | Marcatori | 59’, 90+3’ Zalayeta |

| Arbitro: | Lops (Torino) |

|             |           |  |
| Bellucci 7’ | Marcatori |  |

| Arbitro: | Orsato (Schio) |

|                                          |           |                |
| Margiotta 29’ Castillo 45’ Lodi 68’, 79’ | Marcatori | 32’ Bracaletti |

| Arbitro: | Marelli (Oggiono) |

|             |           |              |
| Sgrigna 29’ | Marcatori | 44’ Castillo |

| Arbitro: | Squillace (Catanzaro) |

|                |           |                       |
| Altinier 90+1’ | Marcatori | 29’ (aut.) Mezzanotti |

| Arbitro: | Girardi (San Donà di Piave) |

|              |           |                     |
| Castillo 62’ | Marcatori | 66’ Sosa 89’ Trotta |

| Arbitro: | Iannone (Napoli) |

|              |           |  |
| Serafini 69’ | Marcatori |  |

| Arbitro: | Pantana (Macerata) |

|  |           |                           |
|  | Marcatori | 34’ De Rosa 87’ Milanetto |

| Arbitro: | Tagliavento (Terni) |

|                       |           |                            |
| William 10’ Iunco 53’ | Marcatori | 29’ Di Nardo 32’ Margiotta |

| Arbitro: | Banti (Livorno) |

|               |           |              |
| Margiotta 74’ | Marcatori | 86’ Russotto |

| Arbitro: | Ayroldi (Molfetta) |

|                    |           |                              |
| Sedivec 8’ Baù 90’ | Marcatori | 38’, 68’ Bocchetti 79’ Dedic |

| Arbitro: | Stefanini (Firenze) |

|                       |           |  |
| Lodi 15’ Castillo 67’ | Marcatori |  |

| Arbitro: | Saccani (Mantova) |

|                      |           |               |
| Longo 9’ Pinardi 50’ | Marcatori | 77’ Margiotta |

### Coppa Italia
| Arbitro: | Bertini (Arezzo) |

|                                  |           |              |
| Domizzi 7’ Bucchi 30’ Calaiò 61’ | Marcatori | 90’ Ginestra |